# Six Flags WaterWorld
Pour les articles homonymes, voir Waterworld (homonymie).
Six Flags WaterWorld était un parc aquatique situé à Houston, au Texas. Il était adjacent au parc d'attractions Six Flags AstroWorld.

## Histoire
Le parc ouvert, en 1983, était à l'origine accessible uniquement par l'intermédiaire du train d'AstroWorld "610 Limited". Une allée fut ensuite aménagée pour permettre de rejoindre à pied le parc d'attractions et le parc aquatique.
WaterWorld est devenu une section du parc AstroWorld en 2002 avec une deuxième entrée, construite près du "Plaza De Fiesta". Un billet unique permettait l'accès aux deux parcs.
On comptait parmi les attractions "Breaker Beach", une piscine à vagues, "Squirt Splash", une aire de jeux aquatique pour enfants, des toboggans aquatiques et plusieurs piscines.
À sa fermeture, en 2006, de nombreux aménagements furent déplacés à Six Flags Splashtown.